# 土御門顕定
土御門 顕定（つちみかど あきさだ）は、鎌倉時代前期から中期にかけての公卿。内大臣・土御門定通の長男。官位は正二位・権大納言。父は後嵯峨天皇の擁立者であり、顕定も後嵯峨天皇に親しく仕えるが官職の不満から出家し、天皇を大いに歎息させた。

## 経歴
建保3年（1215年）、後鳥羽天皇の側近である土御門定通の長男として誕生。母は源成実の娘で、伯母の源在子（承明門院）に仕えた女房であった。
建保7年（1219年）従五位下に叙爵。承久3年（1221年）従五位上に叙せられるが、同年5月に後鳥羽上皇らが承久の乱に起こし、後鳥羽院政の関係者であった父・定通は失脚してしまう。また、顕定の従兄にあたる土御門上皇も土佐国に流され、土御門家は一時凋落する。
貞応3年（1224年）侍従に任ぜられ、嘉禄2年（1226年）正五位下に昇叙。嘉禄3年（1227年）右近衛少将を務め、安貞2年（1228年）従四位下・甲斐介に叙任。禁色を聴される。寛喜2年（1230年）右近衛中将に転じ、中宮権亮を兼ねた。寛喜4年（1232年）従四位上、貞永2年（1233年）正四位下・伊予権介に叙任され、嘉禎2年（1236年）には四条天皇の蔵人頭に補任される。嘉禎3年（1237年）従三位・参議に叙任され公卿に列し、嘉禎4年（1238年）さらに正三位・越前権守に叙任された。延応元年（1239年）右衛門督・検非違使別当を経て、権中納言に任官。仁治2年（1241年）には従二位に進み、帯剣を聴された。
仁治3年（1242年）正月9日、事故で四条天皇が頓逝すると、父・定通や北条泰時らによって邦仁王が擁立され、後嵯峨天皇として即位する。すると顕定は葉室資頼や藤原道嗣を差し置いて権大納言に抜擢される。さらに寛元元年（1243年）には正二位に叙せられて、藤原親俊・藤原為経・二条良教の位階を超えるなど、急速に昇進を始める。寛元4年（1246年）に後嵯峨天皇が院政を開始すると、院の執事別当に補任されるが、実権は父・定通が握っていた。
父・定通の死後、顕定は近衛大将への任官を希望する。自分の擁立者の嫡子の願いゆえ、後嵯峨上皇はこれを承諾するが、西園寺実氏が横槍を入れ、上皇は西園寺家は蔑ろにできないと思い、西園寺公基・公相兄弟を近衛大将に任官させた。除目の結果を聞いた顕定はこれを大いに恨んだ。建長7年（1255年）に入っても、正月1日の元日節会や、同7日の白馬節会、同16日の踏歌節会ではそれぞれ内弁を勤め仕り、2月26日には祈年穀奉幣の行事に参仕するなど、精力的に活動を行うが、4月13日に先の人事を憂えて突如高野山にて出家してしまった。したがって、彼は高野入道とも呼ばれています。
正嘉3年（1259年）、上皇は高野山に御幸を行った。関白・鷹司兼平や西園寺公相、洞院実雄、近衛基平など多くの公卿がこれに供奉し、都に残るものはほとんどいなかったという。この御幸のついで、顕定の庵室を訪ねて対面を望んだが、顕定は昨夜のうちにその庵室を掻き払い、既に人はいなかったため、上皇は「今更に見えじとなり。いとからい心かな」と侘言を発したという。
弘安6年8月12日（1283年9月4日）、69歳で薨去した。豊原信秋に習って笙をよくし、宝治2年12月25日（1249年1月10日）に行われた御遊などで笙を吹いている。

## 官歴
※以下、『公卿補任』の記載に従う。
- 建保7年（1219年）正月5日：従五位下に叙す（氏）。
- 承久3年（1221年）正月20日：従五位上に叙す（権大納言源朝臣譲）。
- 貞応3年（1224年）4月7日：侍従に任ず。
- 嘉禄2年（1226年）正月5日：正五位下に叙す（臨時）。
- 嘉禄3年（1227年）10月4日：右近衛少将に任ず。
- 安貞2年（1228年）
  - 正月5日：従四位下に叙す。少将如元。
  - 2月1日：甲斐介を兼ぬ。
  - 11月15日：禁色を聴す。
- 寛喜2年（1230年）
  - 正月4日：右近衛中将に転ず。
  - 10月25日：中宮権亮を兼ぬ。
- 寛喜4年（1232年）正月5日：従四位上に叙す（少将労）。
- 貞永2年（1233年）
  - 正月6日：正四位下に叙す（中宮御給）。
  - 正月14日：伊予権介を兼ぬ。
- 嘉禎2年（1236年）2月20日：蔵人頭に補す。
- 嘉禎3年（1237年）
  - 3月8日：従三位に叙す。右中将如元。
  - 12月25日（1238年1月12日）：参議に任ず。右中將如元。
- 嘉禎4年（1238年）
  - 正月22日：越前権守を兼ぬ。
  - 4月20日：正三位に叙す。
- 延応元年（1239年）
  - 9月9日：右衛門督・検非違使別当を兼ぬ。
  - 11月6日：権中納言に任ず。督別当如元。
- 仁治元年（1240年）10月24日：督・別当を止む。
- 仁治2年（1241年）
  - 2月1日：従二位に叙す。
  - 3月14日：勅授帯剣。
- 仁治3年（1242年）4月9日：権大納言に任ず。
- 寛元元年（1243年）7月27日：正二位に叙す（臨時）。
- 建長2年（1250年）12月：淳和奨学両院別当に補す。
- 建長7年（1255年）4月13日：出家。即ち高野山に参籠す。
- 弘安6年（1283年）8月12日：薨去。享年69。

## 系譜
- 父：土御門定通
- 母：源成実の娘 - 承明門院女房左衛門佐
- 妻：源雅親の娘
  - 男子：土御門定実（1241-1306）
- 生母不明の子女
  - 男子：定覚
  - 男子：顕済
  - 男子：定海
  - 男子：道海